# Het is een feit
Het is een feit is een lied van de Nederlandse rapformatie Broederliefde. In het lied is voornamelijk het lid Emms te horen, waardoor hij ook als uitvoerend artiest is toegeschreven. Het werd in 2016 als single uitgebracht.

## Achtergrond
Het is een feit is geschreven door Darren Edward Vermeulen, Emerson Akachar en Yeray Emilio Vincent Jagershoek en geproduceerd door Darr3n en Y3ray. Het is een nummer uit het genre nederhop. In het lied rapt Emms over hoe hij is, zijn succes en over zijn verleden. De single heeft in Nederland de dubbel platina status.

## Hitnoteringen
De rapformatie/rapper had succes met het lied in de hitlijsten van Nederland. Het piekte op de tweede plaats van de Nederlandse Single Top 100 en stond 24 weken in deze hitlijst. In de Nederlandse Top 40 kwam het tot de zeventiende positie. Het was zeven weken in de Top 40 te vinden. 